# Fredrik V av Pfalz
Fredrik V, vinterkungen (tyska: Friedrich V., der Winterkönig, tjeckiska: Fridrich Falcký, zimní král), född 16 augusti 1596, död 29 november 1632, var kurfurste av Pfalz 1610–1623 och som Fredrik I kung av Böhmen 1619–1620.

## Biografi
Fredrik V var son till Fredrik IV av Pfalz och Louise Juliana av Oranien.
Fredrik V blev kurfurste redan vid faderns död 1610, men övertog först 1614 själv regeringen. Han saknade inte kunskaper och god vilja men hade inte tillräcklig viljestyrka och var i övrigt inte särskilt väl lämpad att överta ledningen för protestanterna i Tyskland, vilket huset Pfalz ställning och hans eget giftermål med Jakob I:s dotter satte fordringar på honom att göra. På det hela taget följde Fredrik sina rådgivare, men då dessa sinsemellan ofta var oense och han bland dem saknade mera framstående statsmän, fick han inte den vägledning han så väl behövde. Utan att ha försäkrat sig om Englands understöd, mottog han 1619 böhmarnas val till kung. Båda parterna blev svikna i sina förväntningar om den andres militära prestationer, och Slaget vid Vita berget blev en katastrof för båda. "Vinterkungen" flydde och uppehöll sig från 1632 huvudsakligen i Haag, men begav sig 1632 till Gustav II Adolf i hopp om att genom honom återfå sitt arvland. Därav blev dock intet, och kort efter Gustav Adolf avled även Fredrik.

## Familj
Fredrik V var gift med Elisabet Stuart, dotter till kung Jakob I av England och Anna av Danmark.
1. Karl Ludvig av Pfalz, född 1614, kurfurste 1648–1680.
2. Elisabeth, född 1618, död 1680.
3. Ruprecht, född 1619 död 1682.
4. Edward, född 1625, död 1663.
5. Henrietta Maria, född 1626, död 1651.
6. Sofia, född 1630, död 1714.